# Блатен козел
Блатният козел (Kobus kob) е вид африканска антилопа от семейство Кухороги. Разпространена е в район, намиращ се на юг от Сахара на запад от Сенегал до Судан на изток.

## Разпространение
Видът е разпространен в Субсахарска Африка в район, успореден на Сахел, разположен непосредствено на юг от него. В Гана ареалът на разпространение достига до Гвинейския залив, а от Судан се спуска на юг в района на няколко от рифтовите езера на границата между ДР Конго и Уганда.

## Подвидове
Видът е представен от три подвида, както следва:
- Kobus kob kob – най-широко разпространеният подвид. Среща се от Сенегал до Централноафриканска република и ДР Конго. Днес са изчезнали в Гамбия и Сиера Леоне и най-вероятно и от южната част на Мавритания.
- Kobus kob thomasi – среща се в западната част на Южен Судан, в североизточния ъгъл на ДР Конго и Уганда. В миналото се е срещал и в части от Кения и Северна Танзания.
- Kobus kob leucotis – е подвидът с най-малкия ареал. Среща се в района на Суд, части от Етиопия и крайните северни части на Уганда, както и в Национален парк „Бома“ в Южен Судан.

## Морфологични особености
Височината на блатните козли е 70 – 100 cm и тегло 80 – 100 kg. Гърбът е с оранжево-червен цвят, а козината изсветлява до бяло към долната страна на тялото и краката. Имат бели пръстени около очите и черна ивица по краката. Рогата са с дължина около 50 cm, извити подобно на буквата „S“. Мъжките екземпляри от подвида Kobus kob leucotis поразително се отличават от останалите представители на вида и наподобяват на друг сходен вид личи.

## Поведение
Блатният козел е вид, който обича влажните местообитания с буйна тревна растителност. Дневни животни са. Живеят в групи от женска с малко или само мъжки. Тези групи обикновено наброяват 5 – 40 животни.

## Размножаване
Женските достигат полова зрялост на 13 месеца, а мъжките – на 18. Бременността продължава 7,5 – 9 месеца. Малките остават с майките около 6 – 7 месеца.